# Gare de Villefranque
La gare de Villefranque est une gare ferroviaire française de la ligne de Bayonne à Saint-Jean-Pied-de-Port, situéesur la commune de Villefranque, dans le département des Pyrénées-Atlantiques en région Nouvelle-Aquitaine. 
Elle est mise en service en 1891 par la compagnie des chemins de fer du Midi.
C'est une halte voyageurs de la Société nationale des chemins de fer français SNCF, desservie par des trains TER Nouvelle-Aquitaine.

## Situation ferroviaire
Établie à 7 mètres d'altitude, la gare de Villefranque est située au point kilométrique (PK) 206,882 de la ligne de Bayonne à Saint-Jean-Pied-de-Port (voie unique), entre les gares de Bayonne et d'Ustaritz. S'intercalait la halte fermée de Béhéréharta.

## Histoire
La halte de Villefranque est mise en service le 19 janvier 1891 par la Compagnie des chemins de fer du Midi et du Canal latéral à la Garonne (Midi), lorsqu'elle ouvre à l'exploitation la première section de Bayonne à Cambo-les-Bains,.
La voie et la halte sont entièrement repris durant l'année 2010 (voir photos).

Les travaux en mai 2010
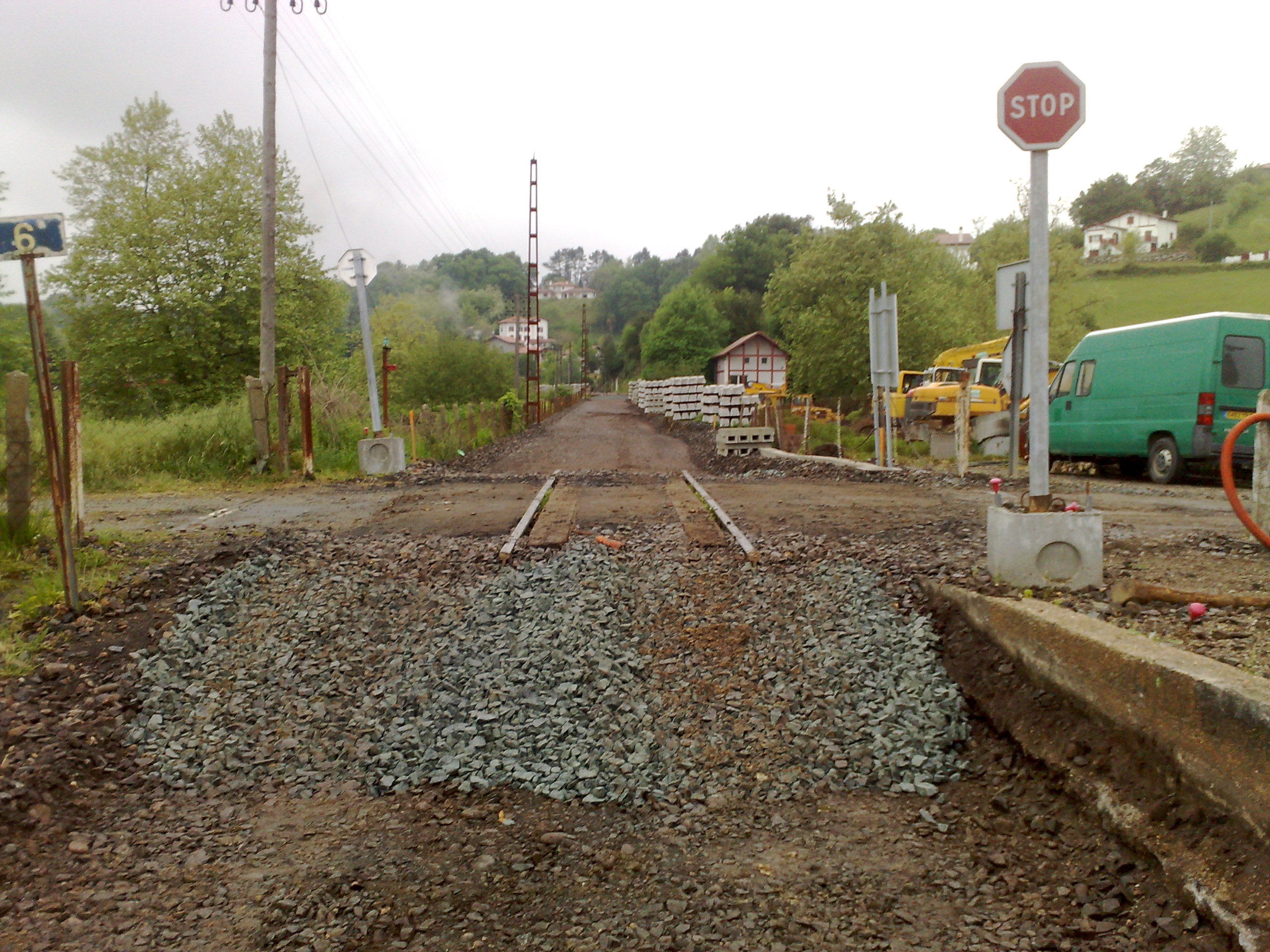
Passage à niveau et voie.
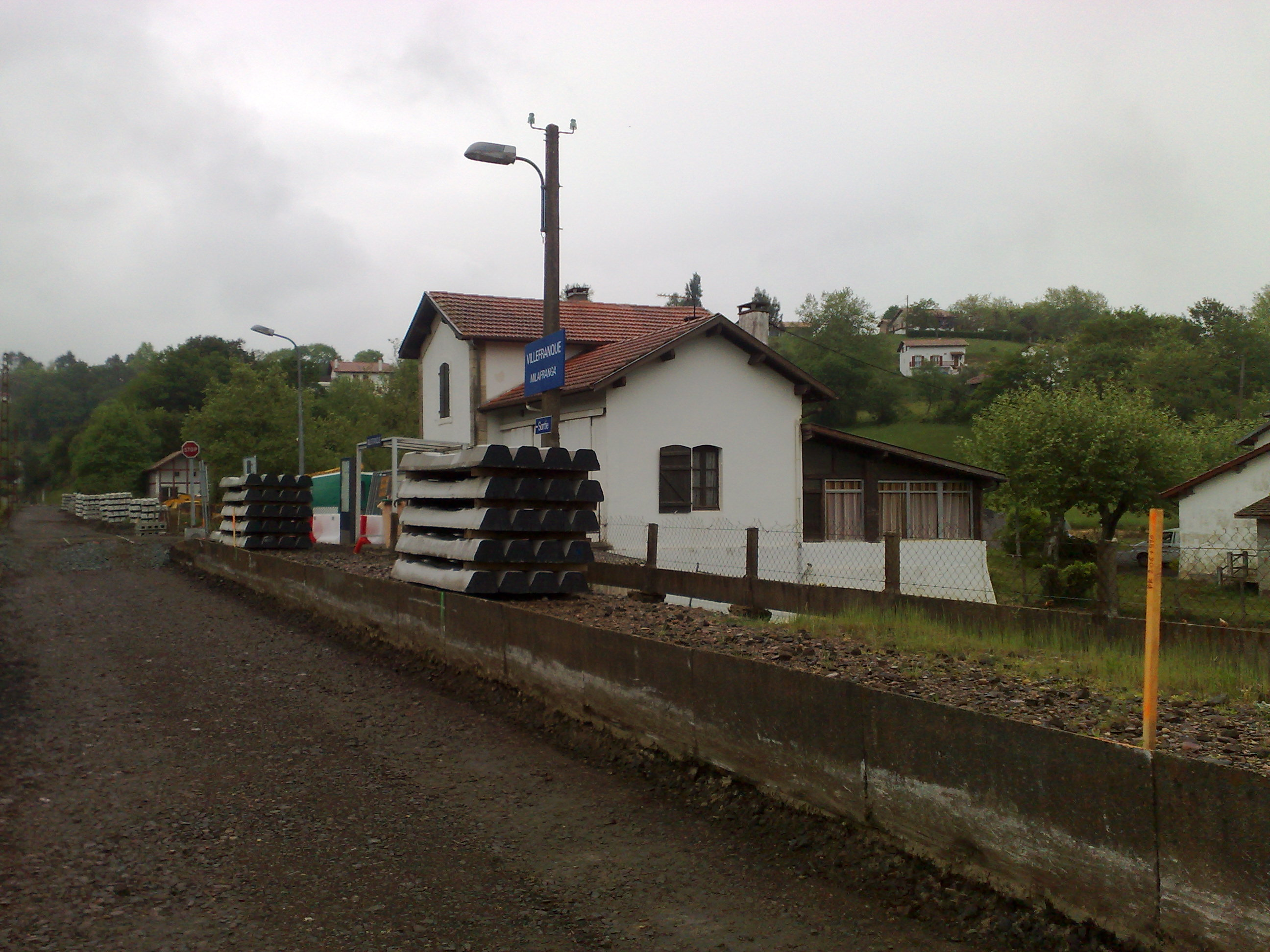
Voie et ancien bâtiment.
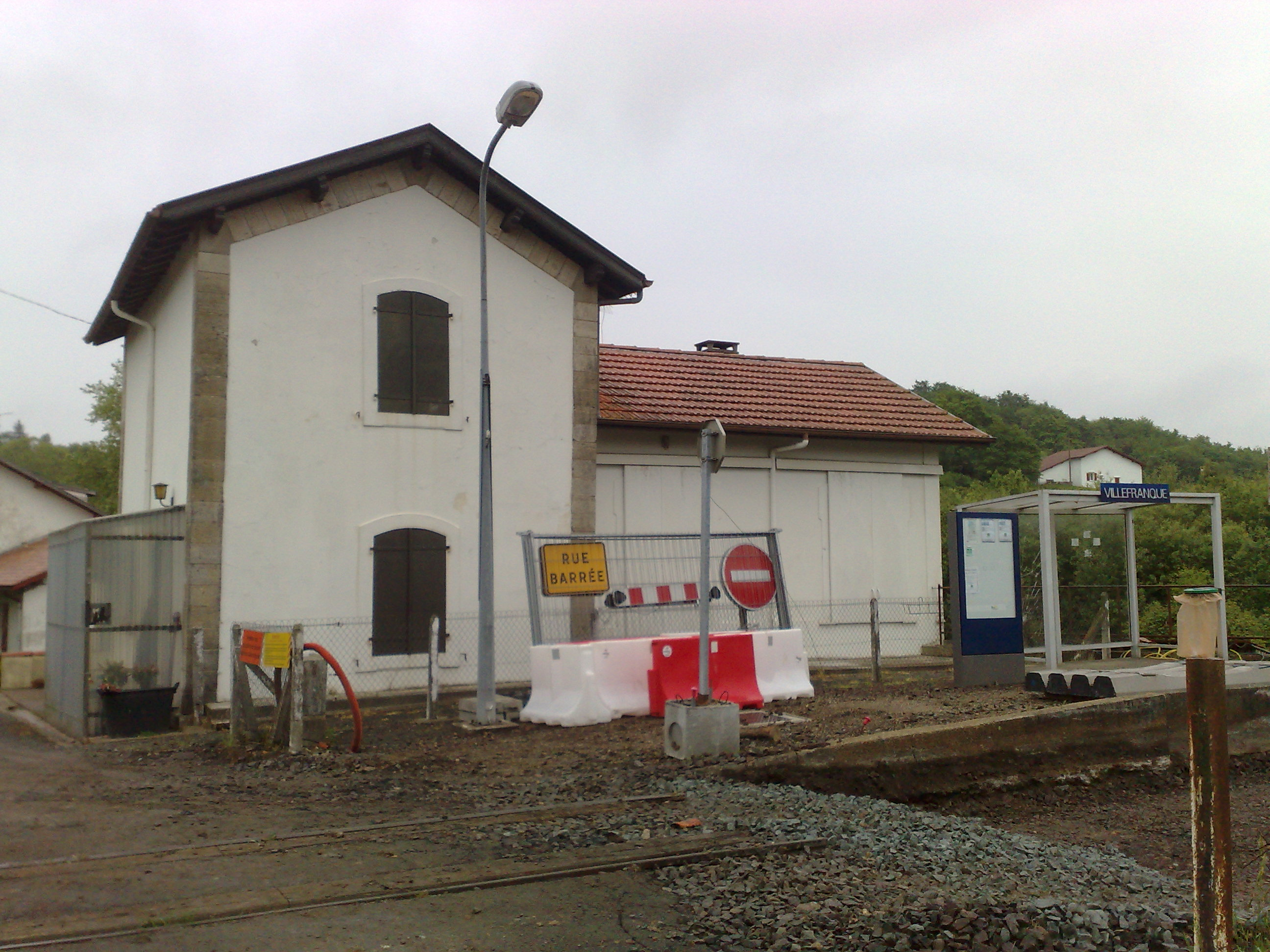
Quai et abri depuis le passage à niveau.

## Service des voyageurs

### Accueil
Halte SNCF, c'est un point d'arrêt non géré (PANG) à entrée libre. Elle dispose d'un quai avec un abri.
L'entrée de la halte s'effectue par le passage à niveau.

### Desserte
Villefranque est une halte du réseau TER Nouvelle-Aquitaine desservie par des trains régionaux de la relation Bayonne - Saint-Jean-Pied-de-Port.

## Patrimoine ferroviaire
L'ancien bâtiment du garde barrière agrandi en halte est devenu une habitation privée.